# Chirurgie des muscles oculaires

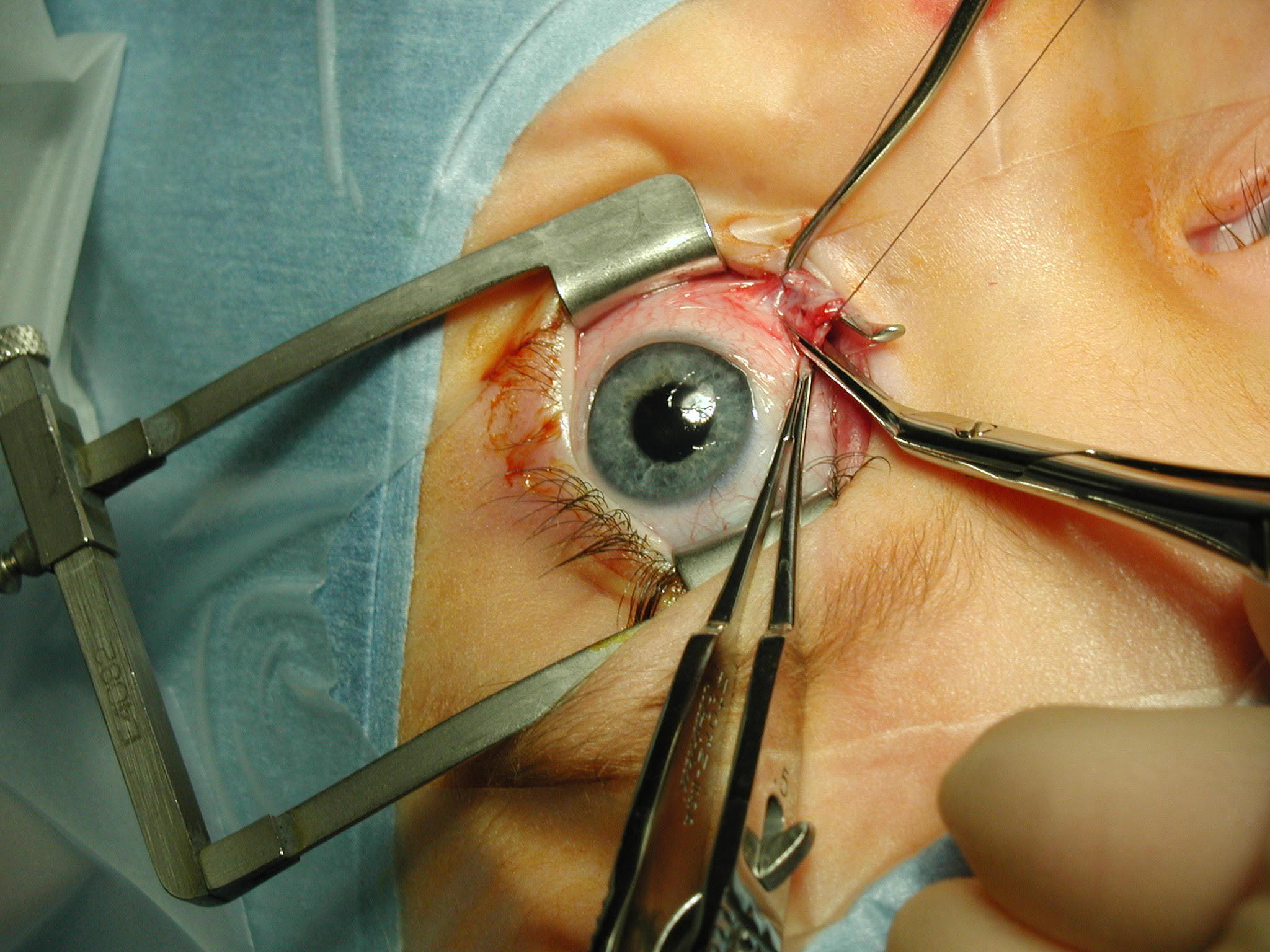
Désinsertion du tendon du muscle droit médial gauche

Les opérations de chirurgie sur les muscles oculaires sont des interventions sur les muscles externes des yeux qui agissent sur la mécanique, la mobilité et la position des yeux l’un par rapport à l’autre. Elles sont donc utilisées pour corriger le strabisme latent et manifeste, le tremblement oculaire (nystagmus) et le torticolis oculaire. 
Le traitement chirurgical du strabisme, également connu sous le nom de Chirurgie du strabisme, peut devenir nécessaire à tout âge et peut être envisagé lorsque le degré de déviation ou de tremblement oculaire ne permet pas le développement, le maintien ou la restauration d’une vision binoculaire indolore ou rend impossible la fixation centrale. En outre, les considérations esthétiques, et donc psychosociales, jouent également un rôle important, surtout à l'âge adulte. Les opérations des muscles oculaires sont généralement réalisées en hospitalisation sous anesthésie générale, mais parfois aussi en ambulatoire sous anesthésie locale. 

## Principes et méthodes
Le strabisme est l'expression d'un équilibre pathologique des couples agissant sur le globe oculaire. En règle générale, l'objectif principal de la chirurgie, qui peut être pratiquée sur un œil ou sur les deux yeux selon le tableau clinique, est de rétablir un équilibre normal en vue d'une amélioration fonctionnelle et, seulement par la suite, une amélioration esthétique. Différentes méthodes et techniques peuvent influencer le mécanisme d'action d'un ou de plusieurs muscles oculaires, bien que toutes les techniques ne soient pas également applicables à chacun des muscles. 
Lors d'une opération du muscle oculaire, le globe oculaire n'est ni incisé ni retiré de l'orbite. Il s'agit toutefois d'interventions chirurgicales sur des yeux sains, ce qui impose des exigences élevées en matière de sécurité et un risque faible. 

### Modification de la force musculaire
La force musculaire totale est la somme de la force de contraction et de la tension élastique. Comme la force contractile d'un muscle ne peut être modifiée que dans une mesure limitée par des moyens appropriés, l'accent est mis sur la modification des forces élastiques. Plus un muscle est tendu, plus la force élastique qu'il développe est élevée. 

#### Recul
Lorsque l’insertion d'un muscle oculaire est reculée, le muscle est séparé de son point d'ancrage initial (insertion) sur l'œil et suturé au bulbe dans une position préalablement définie située en arrière sur la ligne de traction du muscle. Il en résulte une réduction de son pré-étirement, de sorte qu’un nouvel équilibre de l'œil est réalisé grâce à la force de l'antagoniste. L'ampleur de cette rotation dépend de la tension du muscle pré et post opératoire. Si la tension avant une opération est particulièrement élevée, par exemple en raison d'une contracture, le changement de position de l'œil après une opération sera à son tour important. En particulier, la force de l'antagoniste ainsi que la tension du tissu orbitaire passif affectent l'effet chirurgical. Le résultat est un changement de position de l'œil avec un nouvel équilibre, moins de tension musculaire et un arc de contact plus faible (voir : muscles de l’œil). 

#### Allongement des tendons (extension)
L'allongement des tendons permet de réduire la tension musculaire sans réduire l'arc de contact. Il existe différentes techniques d'étirement des tendons, mais leur efficacité est similaire. Une méthode simple est l’anse, dans ce procédé le muscle est détaché de son point d'insertion sclérale et suturé avec des fils, d'une longueur définie par la longueur originale du muscle, qui sont fixés à la sclérotique de sorte que le muscle reste suspendu librement aux fils de suture. D'autres techniques d'allongement des tendons sont l'incision marginale et l'opération des languettes. 

#### Raccourcissement (résection, plissement, avancement)
Il existe différentes méthodes de raccourcissement musculaire. Lors d'une résection, le muscle est coupé à son insertion dans l'œil, soigneusement raccourci d'une longueur préalablement déterminée et suturé au point d’ancrage original. Lors d’un plissement, différentes techniques (plissement libre ou instrumental) sont utilisées pour rétrécir le tendon musculaire au moyen de fils de fixation afin de former un pli sur les sutures, raccourcissant ainsi le muscle. Lors d’un avancement, le muscle n'est pas raccourci au sens propre du terme, mais détaché de l’insertion et suturé plus en avant vers le limbe, dans la direction opposée à la traction du muscle. 
Toutes ces méthodes suivent le même principe qui consiste à augmenter le pré-étirement d'un muscle oculaire et de donner à l'œil une nouvelle position en augmentant sa tension élastique. Comme en cas de recul, l'effet obtenu dépend de la force pré et post opératoire exercée par le muscle, ainsi que de celle exercée par l'antagoniste et le tissu passif de l’orbite. Il en résulte un changement de position de l'œil avec un nouvel équilibre, une tension musculaire accrue et, à l'exception de l'avancement, le même arc de contact. 

#### Sectionnements
D'autres méthodes qui affectent la force musculaire sont connues sous le nom de sectionnement complet ou partiel des tendons ou des muscles (ténectomie et ténotomie ou myectomie et myotomie). Ces méthodes ne sont plus utilisées pour le sectionnement complet des muscles oculaires droits et sont considérées comme une faute professionnelle. 

### Modification de l'angle de mobilité
L’angle de mobilité d'un œil dépend de la contractilité et de l'extensibilité des muscles oculaires et de la souplesse de l'appareil ligamentaire. Pour réduire l’angle de mobilité, il est nécessaire de diminuer l'extensibilité musculaire et la distance de contraction. Deux méthodes chirurgicales sont utilisées pour y parvenir. 

#### Fenêtrage (Fenestration)
Dans le fenêtrage, une « fenêtre » d’environ 10 mm de long est réalisée dans les fibres musculaires sur plus de la moitié de la largeur du muscle à l'aide d'un bistouri électrique. Cela crée une fenêtre dans le muscle qui est ensuite fermée par le tissu conjonctif. 

#### Fadenopération
À un intervalle d'insertion de 16 mm, environ un tiers de la largeur du muscle est enroulé autour du bord même du muscle et la zone externe est traitée avec un bistouri électrique, comme si elle était une grille. 

### Modification de l'arc de contact
La modification de l'arc de contact a pour but de raccourcir le bras de levier efficace en formant un nouveau point d’ancrage musculaire artificiel et de réduire, ainsi, le couple de fixation à force musculaire égale. 

#### Ancrage postérieur (ou opération du fil de Cüppers)
Dans l’ancrage postérieur, également appelé myopexie rétroéquatoriale, le muscle est fixé à la sclère derrière son point tangentiel effectif sur le globe oculaire, c'est-à-dire en dehors de son arc de contact, au moyen de sutures spéciales, de manière à former un nouveau point d’insertion. Par conséquent, la force musculaire qui fait tourner le globe diminue dans la direction de traction du muscle opéré. Cet effet est progressif. 
Le fil est normalement fixé 12 à 15 millimètres derrière l’insertion du muscle. Une technique spéciale (sutures réglables) permet en postopératoire d'ajuster les sutures posées pour optimiser davantage le résultat. L’ancrage postérieur est souvent une méthode expérimentée pour réduire significativement un angle de déviation rapproché convergent très large sans avoir un effet significatif sur l'angle de déviation de loin. Par conséquent, il est utilisé lors d’un grand angle de déviation de près et d’un angle de déviation de loin significativement plus petit (excès de convergence). Une autre indication est dans le cas d’angles variables de déviation strabique induits par le nystagmus. 
Le développement et l'introduction de l’opération d’ancrage postérieur sont attribués au strabologue allemand Curt Cüppers. 

### Modification de la position du bulbe
Lorsque la position du bulbe est modifiée, l'objectif est d'établir un alignement parallèle des yeux en équilibrant les couples d'un muscle et de son antagoniste, alors qu’auparavant une position de strabisme était maintenue. 

#### Chirurgie combinée
L'opération combinée consiste au recul d'un muscle et à la résection simultanée de son antagoniste ipsilatéral. En termes simples, les muscles à opérer sont séparés du globe oculaire en position de strabisme, le globe est tourné de manière à être réaligné et les muscles sont recousus à la sclérotique. Dans le cas idéal, les mêmes conditions de tension qu'avant l'opération sont maintenues et les couples de fixation ne maintiennent plus le strabisme dans un équilibre stable, mais en position parallèle. 

### Changement du sens de traction musculaire
Des changements du sens de traction musculaire peuvent être obtenus en déplaçant l'ancrage musculaire transversalement à la direction de traction initiale. Cela déplace également le plan musculaire et renforce ou affaiblit certaines fonctions secondaires d'un muscle. Différentes méthodes sont disponibles à cet effet, en particulier pour le strabisme paralytique, comme le déplacement de l'insertion avec et sans division des tendons ou les transpositions, dans lesquelles certaines parties d'un muscle sont déplacées de manière à pouvoir exercer, au moins dans une certaine mesure, les fonctions défaillantes d'autres muscles. C'est le cas, par exemple, de l'opération dite d’Hummelsheim et des nouvelles procédures chirurgicales de transposition mises au point par l'ophtalmologiste allemand Herbert Kaufmann. 

### Procédure en cas de nystagmus et de torticolis oculaire
Les méthodes chirurgicales en cas de nystagmus sont, d’une part, l'opération de Kestenbaum (également appelée « déviation parallèle »), une opération combinée réalisée des deux côtés, visant à réduire une position forcée de la tête et à déplacer la zone neutre en position primaire et, d'autre part, l'opération dite de « mise en divergence artificielle », une opération combinée réalisée d'un seul côté, qui peut être indiquée lorsqu’un mouvement de convergence est utilisé pour calmer le nystagmus et une vision binoculaire est présente. S’il y a un nystagmus accompagné d’un strabisme, l’opération du fil de Cüppers peut également être envisagée. 
En cas de posture forcée de la tête (torticolis) due à une paralysie congénitale ou acquise du muscle oculaire (par ex. syndrome de Duane), l'opération à réaliser sera déterminée en fonction du tableau clinique. Dans ce cas également, l'objectif principal est de réduire la posture forcée et d'augmenter le champ de vision binoculaire simple et/ou de le déplacer dans la direction de la position primaire. 

### Parésie contre parésie
En cas de strabisme dû à une paralysie, on peut envisager une opération sur l'œil non atteint selon le principe nommé « parésie contre parésie », en affaiblissant le synergiste controlatéral « sain » (par exemple, par un recul ou, notamment, un ancrage postérieur). Le principe d'action consiste ici à transformer la parésie du muscle oculaire en une paralysie artificielle de l'œil avec réduction de l'angle secondaire, obtenant ainsi une augmentation correspondante de l'innervation du muscle paralysé en cas de fixation de l’œil non paralytique, ce qui entraîne une variation de l'angle primaire,. 

## Chirurgie musculaire simple par rapport à la chirurgie combinée
Le recul ou la résection unilatérale d'un muscle sans chirurgie simultanée de l'antagoniste correspondant offre l'avantage d'une réduction du stress sur l'œil opéré et d’une procédure plus simple et plus rapide. Cependant, l'efficacité de la chirurgie musculaire simple est limitée. Les opérations combinées permettent d’obtenir le résultat souhaité en opérant des sections musculaires plus petites, ce qui permet de réduire considérablement l'angle de strabisme lors d'une intervention sur un œil. De plus, ces interventions chirurgicales peuvent être établies plus précisément de manière à modifier dans une moindre mesure la tension des muscles. De même, elles ne provoquent aucun changement de la fente palpébrale dû à la rétraction ou à la propulsion du globe oculaire, comme c'est le cas avec la chirurgie d’un muscle individuel. En résumé, la chirurgie d’un seul muscle est utile pour des angles de strabisme inférieurs à 8°. Pour de plus grands angles, les méthodes combinées sont préférables. 

## Chirurgie mini-invasive du strabisme (CMIS)
La chirurgie mini-invasive du strabisme (CMIS)  n’est pas une nouvelle technique pour corriger les déviations et pour le traitement chirurgical du strabisme, mais il s’agit d’une nouvelle méthode pour accéder au site chirurgical plus facilement. Jusqu'à présent, l'accès se faisait généralement par de grandes incisions conjonctivales qui permettaient de bien visualiser et préparer les muscles. Développée essentiellement par le chirurgien ophtalmologiste suisse Daniel Mojon comme alternative moins invasive à ces incisions limbiques , la CMIS permet de faire des incisions plus petites ,. Contrairement à la technique traditionnelle de Harms ou à l'incision au fornix de Parks, la conjonctive n'est ouverte qu'avec de très petites incisions, de l'ordre de quelques millimètres. 

## Relation dose/réponse
La relation dose-réponse n'indique pas nécessairement un résultat positif de la chirurgie du strabisme. La réduction du strabisme peut également conduire à l'amélioration ou à la stabilisation d'une vision binoculaire de qualité appréciable. Pour cette raison, seul le résultat  mécanique de certaines interventions chirurgicales du strabisme est évoqué ici. 
En principe, la relation entre la section musculaire opérée et la réduction de l'angle de strabisme dépend de toute une série de facteurs (technique, type de patient, type de strabisme, etc.). Toutefois, les évaluations statistiques effectuées au cours de nombreuses années peuvent trouver des concordances dans le cadre de procédures et dosages déterminés. 

### Strabisme non paralytique
Les opérations combinées sur les muscles moteurs horizontaux affectent l'angle de strabisme de loin et l'angle de strabisme de près si la distance chirurgicale totale est divisée entre les deux muscles avec un rapport de 1 :1. Selon la technique utilisée, l'effet de réduction de l'angle de strabisme est d'environ 1,5° à 2,0° / mm de distance chirurgicale totale. Cela signifie également que les angles de strabisme supérieurs à 22-25° avec une distance chirurgicale totale maximale généralement significative de 12 à 14 mm par œil ne peuvent être améliorés de manière satisfaisante qu'en opérant les deux yeux. Grâce à une répartition asymétrique de la distance chirurgicale totale, il est possible de tenir compte des différences entre les angles de vision de près et de loin ou les angles qui dépendent de la direction de la vision. 
Les reculs isolés montrent un effet nettement inférieur de seulement 0,7° à 0,9° / mm de distance chirurgicale. 
Les résections ont un effet légèrement plus important, mais ne dépassent pas un rapport de 1,0° / mm. 
L'effet chirurgical sur les muscles moteurs verticaux droits correspond approximativement aux valeurs indiquées ci-dessus pour les reculs et les opérations combinées. Les mêmes effets peuvent également être observés pour les muscles moteurs verticaux obliques, mais alors l'effet est réparti entre les différentes fonctions secondaires des muscles selon les directions de vision examinées. 

### Strabisme paralytique
Lorsque les propriétés matérielles des muscles opérés sont similaires à celles des muscles normaux, la réduction chirurgicale des angles de strabisme dans la parésie des muscles oculaires correspond approximativement aux valeurs du strabisme non paralytique. Cependant, une indication des valeurs moyennes n'a pas beaucoup de sens, car les grandes différences individuelles (parésie partielle, paralysie, paralysie combinée, , etc.) ne permettent pas de formuler une relation dose-réponse. 

## Risques et particularités

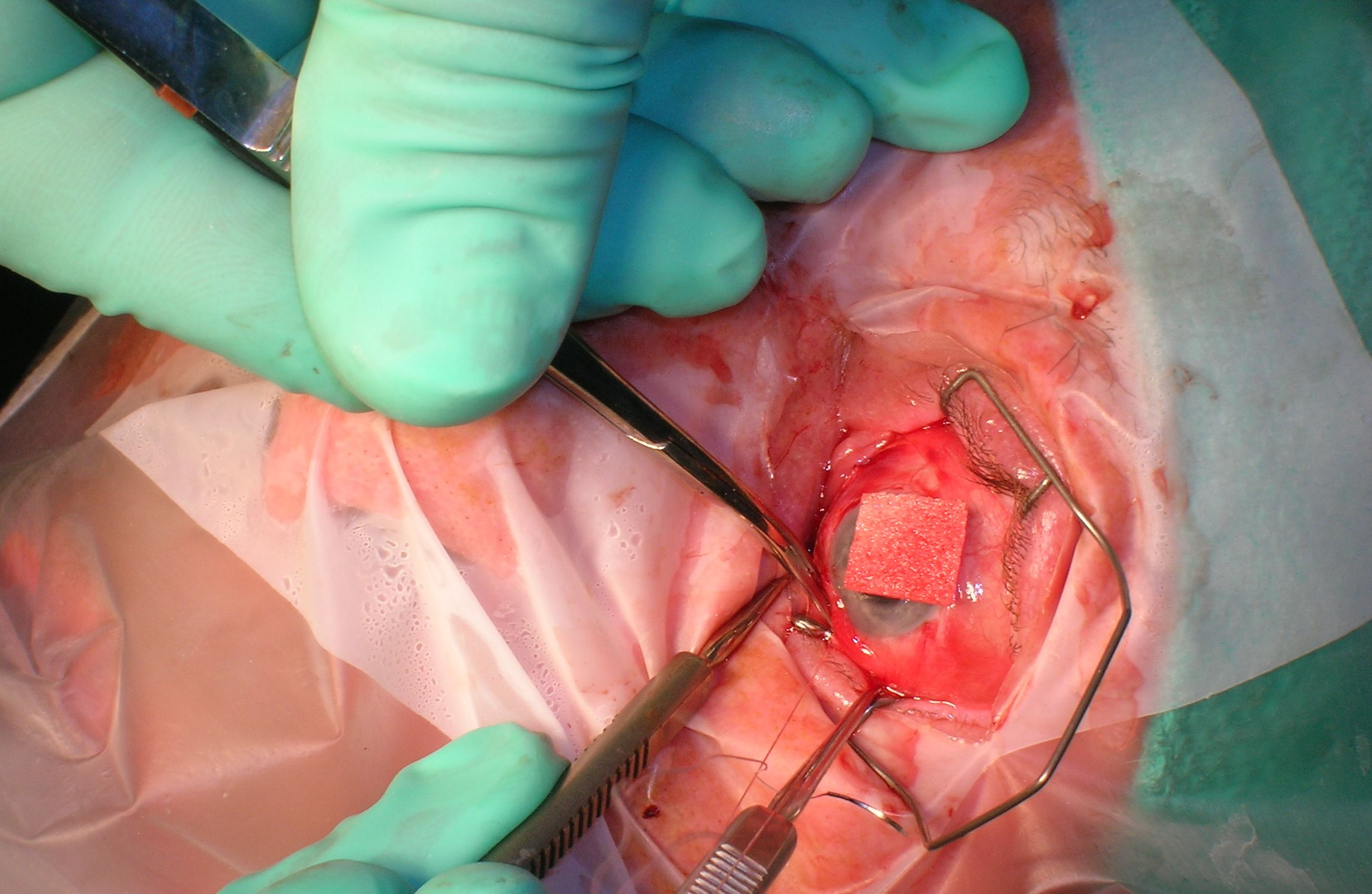
Préparation du muscle inférieur droit de l'œil gauche

Lors d’une opération sur les muscles obliques de l'œil, il est nécessaire de considérer que les veines vortiqueuses supérieure et inférieure se trouvent à proximité immédiate de l'insertion musculaire correspondante, ce qui peut facilement provoquer des saignements abondants pendant l'opération. Le nombre de muscles à opérer simultanément doit également être limité afin d’éviter des troubles trophiques. La séparation de plusieurs muscles (en particulier les muscles droits horizontaux et verticaux) d'un œil de leurs insertions respectives au cours d'une opération peut provoquer une ischémie du segment antérieur de l'œil. 
Après une opération sur les muscles oculaires, il peut se produire un « granulome sur fil de suture », qui se forme au point de fixation du muscle opéré sur le globe oculaire. Dans de rares cas, le plissement du muscle oblique supérieur peut entraîner une limitation d’extension du tendon musculaire dans la région de la trochlée, appelée syndrome de Brown. 
Cependant, la probabilité de lésions oculaires permanentes résultant d’une chirurgie des muscles oculaires est très faible. Le risque d'une infection grave ou même de la perte d'un œil est de 1 : 50 000, mais un risque résiduel ne peut jamais être complètement écarté. Ceci s’applique également à l'anesthésie.  
Bien que le risque de vision double postopératoire soit très faible, ce risque pourrait être exclu ou au moins minimisé par des mesures préopératoires appropriées, en simulant l'effet d'une chirurgie au moyen d’un prisme ou d’un essai de traction. Cependant, ce risque n'est pas totalement évitable. D'autres risques peuvent inclure la réduction du champ de vision binoculaire et, dans de rares cas, une aggravation de l'acuité visuelle. 
Dans certains cas, il peut être utile de viser un sureffet chirurgical par un surdosage ciblé. Cette procédure est généralement fondée sur des considérations médicales, par exemple pour éviter le risque de diplopie en postopératoire ou parce que l'effet chirurgical pourrait diminuer avec le temps. Dans de très rares cas, cependant, un surdosage involontaire peut survenir, qui peut être corrigé par une opération de révision. Par contre, malgré un dosage approprié, il est possible que la réduction attendue d’un angle de strabisme ne se produise pas et que l'effet chirurgical ne soit pas à la hauteur du résultat souhaité. Dans les deux cas, cette imprécision chirurgicale est l'expression, dans une certaine mesure, des caractéristiques individuelles du patient, et n’est donc pas prévisible. 
Dans de rares cas, un astigmatisme peut se développer ou un astigmatisme existant peut être modifié par les forces modifiées agissant sur l'œil. 
Selon le tableau clinique et le prétraitement, il peut s'avérer nécessaire (également) d'effectuer une opération sur l'œil non strabique. 
La chirurgie des muscles oculaires ne remplace pas d'autres mesures de traitement, telles que le port de lunettes ou l'exécution d'un traitement d'occlusion . 

### Moment optimal de l'intervention
Dans le cas du strabisme congénital et de la petite enfance, il existe des approches différentes quant au choix du moment optimal de l’intervention. La chirurgie précoce à l'âge de deux ou trois ans favorise le développement de la vision binoculaire. Si la vision binoculaire est présente dans une certaine mesure, le pronostic d’un résultat chirurgical stable à long terme sera généralement plus favorable. Cependant, une opération plus tardive à l'âge de 5 ou 6 ans permet un examen, une indication et un dosage beaucoup plus précis pour les besoins de l'opération.  L’option à choisir devra être évaluée selon le cas. En règle générale, il est estimé que la chirurgie du strabisme des formes congénitales et de la petite enfance devrait toujours être pratiquée avant l'inscription à l'école et après un traitement d’occlusion approprié préalable. 
Il existe des types de strabisme qui n’apparaissent sous forme aiguë dans l'enfance qu’après le développement complet de la vision binoculaire, il s’agit du « strabisme normo sensoriel tardif ». Dans de tels cas, une intervention chirurgicale immédiate, quelques semaines après l'apparition de la maladie est habituellement recommandée pour éviter la perte ou du moins, des dommages permanents de la vision binoculaire. 
Dans le strabisme paralytique, le moment optimal de l’intervention dépend fortement des résultats et de la maladie sous-jacente. En règle générale, environ 12 mois devraient s'écouler avant l'intervention chirurgicale, car un changement significatif peut se produire au cours de cette période et des améliorations spontanées sont également possibles avec un traitement conservateur. 

## Processus de guérison
La durée de la guérison dépend généralement du type et de l'étendue de l'opération, du nombre de muscles opérés, mais aussi de facteurs individuels. Pendant quelques jours ou quelques semaines, des gouttes et des pommades seront administrées pour réduire la rougeur et l’irritation. En général, la lecture et les autres stress visuels doivent être évités pendant environ 3 jours après l'opération, de même que les efforts physiques accrus, tels que le soulèvement d’objets lourds. Le patient ne pourra nager à nouveau qu'après environ 2 semaines. Aucune immobilisation oculaire active n'est effectuée. Les muscles oculaires sont reliés à l'œil par des fils résorbables. À cet égard, il importe peu que les muscles aient déjà repoussé sur le globe oculaire ou qu'ils soient encore retenus par les fils. 

## Alternatives
Depuis les années 1980, la toxine botulique, une neurotoxine très puissante, a été utilisée dans certains cas pour le diagnostic préopératoire ou comme alternative à la chirurgie du strabisme, en particulier en cas de strabisme paralysant,. Son application en strabologie a été étudiée et établie par l’ophtalmologue allemand Peter Roggenkämper. Les inconvénients sont une dosabilité limitée et un effet diminuant progressivement avec le temps. 
Selon le type et l’étendue du strabisme ou le degré de posture forcée de la tête, le traitement par prismes peut parfois remplacer la chirurgie du strabisme. Cependant, en raison des effets optiques secondaires, du poids des lunettes et des conséquences esthétiques, cette approche présente également des limitations individuelles, qui doivent être déterminées cas par cas. 

## Histoire
L'idée de corriger la position d'un œil qui louche par la chirurgie a été formulée pour la première fois par Mercure de France dans un volume daté de 1737, dans lequel on peut lire qu'un ophtalmologiste britannique nommé John Taylor avait découvert une méthode chirurgicale « rapide, presque indolore et sûre » pour corriger les yeux strabiques. Presque 100 ans plus tard, le chirurgien allemand Johann Friedrich Dieffenbach développa une technique de chirurgie du strabisme, dans laquelle le muscle était tout simplement complètement sectionné (myotomie  ) et ainsi rétracté dans l'orbite par les forces élastiques, où il formait souvent des adhérences avec les autres tissus. En 1836, il effectua pour la première fois cette opération, décrite d’une manière similaire par William Gibson en 1818. À l'époque, l'effet initialement impressionnant était assombri par le fait que l'œil ainsi traité regardait carrément dans la direction opposée après seulement un court laps de temps. Ce n'est qu'au milieu du XIXe siècle qu'Albrecht von Gräfe établit les bases physiques et physiologiques de la compréhension des effets musculaires et de leurs modifications opérationnelles en strabologie. Jusqu'aux années 1980, il existait encore des cas de ce type, connus sous le nom de Dieffenbacher, où une révision satisfaisante était cependant extrêmement difficile à concevoir, voire totalement impossible.  
Les strabologues allemands Curt Cüppers et Herbert Kaufmann sont considérés entre autres comme des pionniers pour avoir développé, perfectionné et affiné la chirurgie des muscles oculaires à la fin du XXe - début du  XXIe siècle.